# Nathanael Greene
Nathanael Greene (7 de agosto de 1742, Potowomut - 19 de junio de 1786, Mulberry Grove) fue un general estadounidense.

## Biografía
Greene nació el 7 de agosto de 1742 en Potowomut, Warwick, Rhode Island, cuando todavía era colonia británica. Sus padres fueron Nathaniel Greene Sr. y Mary Mott Greene. Se casó en 1774 con Catharine Littlefield Miller y tuvo seis descendientes con ella. Era un ávido lector y, con el tiempo, recopiló una importante biblioteca propia. Trabajó en la legislatura colonial y como comandante de la milicia de la colonia (1775).

### Guerra de la Independencia
Lideró las tropas del Ejército Continental en Boston y Nueva York y después luchó en las batallas de Trenton, Brandywine y Germantown. En esas batallas Greene se ganó la confianza de George Washington, a quien mostró ser leal. Más tarde él presidió el consejo de guerra de John André durante el incidente de Benedict Arnold (1780), el cual fue condenado a muerte y ejecutado por ser espía.

#### Campaña del Sur
Más tarde, en octubre del mismo año, Washington, con la aprobación del Congreso, convirtió a Greene en el comandante en jefe del ejército sureño reemplazando así al general Horatio Gates después de su derrota en Camden. Llegó allí el 2 de diciembre y empezó a reorganizar el ejército de allí, diezmado por esa derrota.
Para reconstruirlo tuvo que esquivar a las tropas inglesas, muy superiores en todo, y para vencerlos empleó luego contra ellos una estrategia de desgaste en ese sentido. Su estrategia consiguió que las tropas británicas bajo el mando del general Charles Cornwallis tuviesen que abandonar con el tiempo los planes de conquista de Carolina del Norte y retirarse a Wilmington (1781). Eso permitió a Greene a comenzar la reconquista del interior de Carolina del Sur y, a finales de junio de 1781, había conseguido así a forzar a los ingleses a retroceder hasta Charleston.
De esa manera los ingleses fueron confinados a las ciudades costeras de Charleston y Savannah hasta que se retiraron de allí el siguiente año. Fue en Charleston, donde Greene recibió en 1783 la noticia del tratado de paz, que garantizó la independencia de los Estados Unidos.

### Posguerra
Después de ello Greene regresó a Rhode Island. Habiendo puesto allí sus cosas personales en orden, él se mudó luego en 1785 a una propiedad, que el estado de Georgia le dio cerca de Savannah en reconocimiento por su labor en la guerra. Murió de forma abrupta el 19 de julio de 1786 por un golpe de calor.

## Legado
14 condados en los Estados Unidos han sido nombrados en su nombre por su labor en la guerra.